# Купка (Черновицкая область)
Ку́пка (укр. Купка) — село в Сучевенской сельской общине Черновицкого района Черновицкой области Украины.
До 2020 года входило в Глыбокский район
Население по переписи 2001 года составляло 2671 человек. Почтовый индекс — 60425. Телефонный код — 3734. Код КОАТУУ — 7321083301.